# Rio Vermelho (Santa Catarina)
Pour les articles homonymes, voir Rio Vermelho.
Le rio Vermelho est une rivière brésilienne de l'État de Santa Catarina.
Il s'agit d'un petit cours d'eau qui n'a d'importance qu'à l'échelle de l'île de Santa Catarina. Il donne son nom à la localité de São João do Rio Vermelho, au nord-est de l'île. Il se jette dans le Lagoa da Conceição.